# Münchenbernsdorf
Münchenbernsdorf – miasto w Niemczech, w kraju związkowym Turyngia, w powiecie Greiz, siedziba wspólnoty administracyjnej Münchenbernsdorf.